# Хабкаймахи
Хабкаймахи (дарг. ХӀябкьяймахьи) — село в Сергокалинском районе Дагестана. Входит в сельсовет Аймаумахинский.

## География
Село расположено у истока реки Инчхеозень, в 21 км к юго-западу от районного центра — села Сергокала.

## Население
| 1895 | 1926 | 1939 | 1970 | 1989 | 2002 | 2010 |
| ---- | ---- | ---- | ---- | ---- | ---- | ---- |
| 93   | ↗138 | ↘84  | ↗110 | ↗225 | ↗286 | ↘83  |
| 2021 |      |      |      |      |      |      |
| ↗178 |      |      |      |      |      |      |

Национальный состав
Даргинское село.